# Joel Álvarez
Joel Álvarez González (Gijón, 2 marzo 1993) è un artista marziale misto spagnolo.
Combatte nella divisione dei Pesi leggeri per l'organizzazione statunitense UFC.

## Carriera

### Inizi in Europa
Joel è nato a Gijón e ha trascorso la sua infanzia nel quartiere di Pumarín. A 18 anni ha iniziato a praticare arti marziali miste in una palestra della sua città, il Tibet Sports Center, e anni dopo ha debuttato in diversi tornei a livello regionale. Le sue prime competizioni professionali sono state nella promozione britannica Cage Rage e nella promozione russa M-1 Challenge, entrambe nel 2015.
Dal 2017 entra a far parte dell'Ansgar Fighting League (AFL), la prima lega professionale spagnola. Il 29 settembre 2018 è diventato il campione dei pesi leggeri dell'AFL, dopo aver battuto il brasiliano Julio César Alves per sottomissione al secondo turno. La sua squadra attuale è il Bandog Fight Club di Gijón, anche se si allena anche in altre palestre spagnole ed europee specializzate in MMA.

### Ultimate Fighting Championship
Con un record Da professionista di 15 vittorie, nel 2019 è stato assunto dall'Ultimate Fighting Championship (UFC), la più importante organizzazione globale di arti marziali miste. In questo modo diventa il primo spagnolo che è stato assunto direttamente dall'agenzia, senza aver precedentemente attraversato The Ultimate Fighter. Ha debuttato alla UFC 145 il 23 febbraio 2019 contro il russo Damir Ismagulov, venendo sconfitto per decisione unanime.
Successivamente, ad UFC 153, affronta il debuttante italiano Danilo Belluardo vincendo per TKO al secondo round.

## Risultati nelle arti marziali miste
| Risultato | Record | Avversario               | Metodo                           | Evento                                      | Data              | Round | Tempo | Città                    | Note                                 |
| --------- | ------ | ------------------------ | -------------------------------- | ------------------------------------------- | ----------------- | ----- | ----- | ------------------------ | ------------------------------------ |
| Vittoria  | 19-2   | Thiago Moisés            | KO tecnico (gomitate e pugni)    | UFC Fight Night: Holloway vs. Rodríguez     | 13 novembre 2021  | 1     | 3:01  | Las Vegas, Stati Uniti   |                                      |
| Vittoria  | 18-2   | Alexander Yakovlev       | Sottomissione (armbar)           | UFC 254: Khabib vs. Gaethje                 | 24 ottobre 2020   | 1     | 3:00  | Abu Dhabi, Emirati Arabi |                                      |
| Vittoria  | 17-2   | Joseph Duffy             | Sottomissione (guillotine choke) | UFC Fight Night: Figueiredo vs. Benavidez 2 | 19 luglio 2020    | 1     | 2:25  | Abu Dhabi, Emirati Arabi |                                      |
| Vittoria  | 16-2   | Danilo Belluardo         | KO tecnico (pugni)               | UFC Fight Night: Gustafsson vs. Smith       | 1 luglio 2019     | 2     | 2:22  | Stoccolma, Svezia        |                                      |
| Sconfitta | 15-2   | Damir Ismagulov          | Decisione (unanime)              | UFC Fight Night: Błachowicz vs. Santos      | 23 febbraio 2019  | 3     | 5:00  | Praga, Repubblica Ceca   | Debutto in UFC                       |
| Vittoria  | 15-1   | Radu Maxim               | Sottomissione (triangle chioke)  | AFL 17: Coal and Blood                      | 24 novembre 2018  | 1     | 4:29  | Langreo, Spagna          |                                      |
| Vittoria  | 14-1   | Julio Cesar Alves        | Sottomissione (brabo choke)      | AFL 16: Feudal War                          | 29 settembre 2018 | 2     | 1:02  | Valladolid, Spagna       | Vince il titolo dei Pesi Leggeri AFL |
| Vittoria  | 13-1   | Alexandre Ribeiro        | Sottomissione (triangle chioke)  | AFL 15: Typhoon                             | 5 maggio 2018     | 1     | 4:17  | San Sebastián, Spagna    |                                      |
| Vittoria  | 12-1   | Kevin Daniel Delgado     | Sottomissione (gillotine choke)  | AFL 14: Outbreak                            | 17 marzo 2018     | 1     | 0:26  | Las Palmas, Spagna       |                                      |
| Vittoria  | 11-1   | Francisco González       | Sottomissione (gillotine choke)  | AFL 13                                      | 14 ottobre 2017   | 2     | 1:59  | Gijón, Spagna            |                                      |
| Vittoria  | 10-1   | Jekson Poleza dos Santos | Sottomissione (triangle chioke)  | AFL 12: Warcelona                           | 3 luglio 2017     | 1     | 1:57  | Barcellona, Spagna       |                                      |
| Vittoria  | 9-1    | Anthony Muller           | TKO                              | Night Series 2                              | 18 marzo 2017     | 1     | 0:33  | Montreux, Svizzera       |                                      |
| Vittoria  | 8-1    | Moncef Ed Doukani        | Sottomissione (anaconda choke)   | MMA Casino Fights: Alvarez vs. EdDoukani    | 8 ottobre 2016    | 1     | 1:45  | Gijón, Spagna            |                                      |
| Vittoria  | 7-1    | Jose Luis Bravo          | Sottomissione (triangle chioke)  | MMA Casino Fights: Bravo vs. Alvarez        | 8 luglio 2016     | 1     | 0:49  | Gijón, Spagna            |                                      |
| Vittoria  | 6-1    | Carlos Villar            | Sottomissione (armbar)           | MMA España: Bandog Challenge 3              | 13 giugno 2015    | 1     | 4:20  | Gijón, Spagna            |                                      |
| Sconfitta | 5-1    | Ali Abdulkhalikov        | KO                               | M-1 Challenge 56: Vasilevsky vs. Emeev 2    | 10 aprile 2015    | 1     | 1:34  | Mosca, Russia            |                                      |
| Vittoria  | 5-0    | Graham Turner            | Sottomissione (triangle chioke)  | Rage in the Cage 3                          | 21 marzo 2015     | 3     | 0:00  | Paisley, Scozia          |                                      |
| Vittoria  | 4-0    | Jose Luis Bravo          | Sottomissione (triangle choke)   | MMA España: Desafio Burgos Profight 2015    | 7 marzo 2015      | 1     | 3:20  | Burgos, Spagna           |                                      |
| Vittoria  | 3-0    | Helson Henriques         | Sottomissione (anaconda choke)   | IPC 6: International Pro Combat 6           | 26 gennaio 2015   | 2     | 1:23  | Lisbona, Portogallo      |                                      |
| Vittoria  | 2-0    | Hicham Rachid            | Sottomissione (triangle choke)   | MMA España: Bandog Challenge 2              | 12 aprile 2014    | 2     | 2:01  | Gijón, Spagna            |                                      |
| Vittoria  | 1-0    | Aratz Garmendia          | Sottomissione (triangle choke)   | Txurdinaga Sutan: Pro Boxing MMA            | 28 dicembre 2013  | 1     | 3:19  | Bilbao, Spagna           |                                      |